# Processo IG Farben

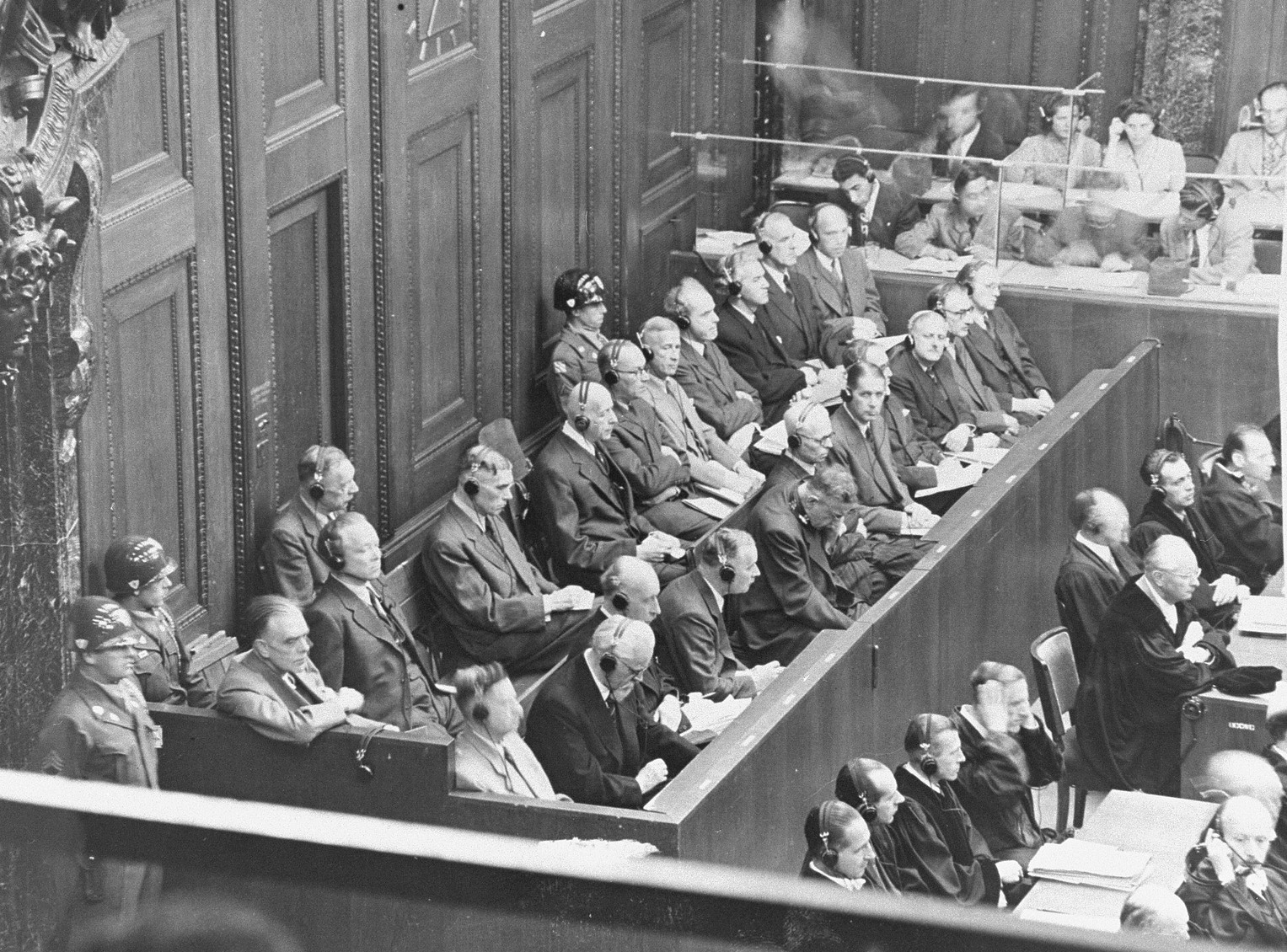
Os réus. Fotografia de 27 de agosto de 1947

No Processo IG Farben (em alemão:  I.G.-Farben-Prozess), o processo dos "Estados Unidos vs. Carl Krauch et al.", 23 executivos sênior da IG Farbenindustrie AG foram responsabilizados em 1947 perante uma corte marcial estadunidense. Em 30 de julho de 1948 foram condenados à prisão 13 dos réus, enquanto os 10 restantes foram absolvidos devido às evidências levantadas.
Foi o sexto de um total de doze Processos no Caso Nuremberg do Reich Alemão da época do nazismo. Com os julgamentos foram punidos "saques" de empresas estrangeiras nos países ex-inimigos alemães Polônia, Noruega, França e União Soviética. Uma outra parte das acusações foi "escravidão", o uso planejado do trabalho forçado em especial para a construção da Fábrica Buna no Campo de Concentração Auschwitz III Monowitz. Também foram considerados no processo a produção do gás venenoso Zyklon B e sua remessa para as Schutzstaffel (SS), com propósitos de extermínio em campos de concentração.

## As acusações
Com base no indiciamento de 3 de maio de 1947 foram levantados os seguintes pontos:
1. Guerra de agressão mediante planejamento, preparação, iniciação e condução de guerra de agressão e invasão de outros países;
2. Crime de guerra e crime contra a humanidade mediante saque e pilhagem de propriedades públicas e privadas nos países ocupados pela guerra;
3. Escravização da população civis em áreas ocupados ou controladas pela Alemanha, remoção destes civis para o trabalho forçado, participação na escravização de prisioneiros de campos de concentração na Alemanha, emprego ilegal de prisioneiros de guerra, abuso, intimidação, tortura e assassinato de pessoas escravizadas;
4. Participação de três administradores (Christian Schneider, Heinrich Bütefisch e Erich von der Heyde) nas SS, que o Tribunal Militar Internacional classificou no anterior Processo Principal de Nuremberg como organização criminosa;
5. Conspiração para cometer crimes contra a paz.

## Os juízes
O juri foi composto das seguintes personalidades:
- Presidente: Curtis Grover Shake, antigo juiz do Tribunal Superior do Estado de Indiana
- James Morris, juiz do Tribunal Superior do Estado de Dakota do Norte
- Paul M. Hebert, Escola de Direito, Universidade do Estado da Luisiana
- Clarence F. Merrell, Estado de Indiana

## Os réus
Foram acusadas 23 pessoas. Suas posição até 1945, as acusações (em caso de condenação), a sentença anunciada e as atividades subsequentes são apresentados na tabela a seguir. Deve-se notar que uma grande proporção dos condenados foram libertados mais cedo da prisão.
| Imagem | Réu                                                                       | Acusação básica    | Julgamento       | Atividades subsequentes |
| ------ | ------------------------------------------------------------------------- | ------------------ | ---------------- | --- |
|        | Carl Krauch (Presidente da IG Farben)                                     | Escravidão         | 6 anos de prisão | em 1955 membro do conselho da Hüls GmbH |
|        | Otto Ambros (Membro do Conselho, Planejamento IG Auschwitz)               | -                  | oito anos        | em 1954 vários cargos de diretoria em indústria farmacêutica e outros campos, por exemplo Grünenthal GmbH, ou como um consultor da F.K. Flick           |
|        | Ernst Bürgin                                                              | -                  | dois anos        | - |
|        | Heinrich Bütefisch (Membro do Conselho, síntese de gasolina IG Auschwitz) | Escravidão         | seis anos        | em 1952 membro do Conselho entre outros da Ruhr-Chemie e Kohle-Öl-Chemie                                                                                |
|        | Walter Dürrfeld                                                           | -                  | oito anos        | - |
|        | Fritz Gajewski (Membro do Conselho, contato com a Dynamit Nobel AG)       | -                  | Absolvição       | em 1949 trabalhou na Dynamit Nobel AG |
|        | Heinrich Gattineau                                                        | -                  | Absolvição       | - |
|        | Paul Häfliger                                                             | -                  | dois anos        | - |
|        | Erich von der Heyde                                                       | -                  | Absolvição       | - |
|        | Heinrich Hörlein                                                          | -                  | Absolvição       | - |
|        | Max Ilgner                                                                | -                  | três anos        | - |
|        | Friedrich Jähne (Membro do Conselho, engenheiro-chefe)                    | Saque              | 1 ano e 6 meses  | em 1955 membro do conselho da "nova" Hoechst |
|        | August von Knieriem                                                       | -                  | Absolvição       | - |
|        | Hans Kugler                                                               | -                  | 1 ano e 6 meses  | - |
|        | Hans Kühne                                                                | -                  | Absolvição       | - |
|        | Carl Lautenschläger                                                       | -                  | Absolvição       | - |
|        | Wilhelm Rudolf Mann                                                       | -                  | Absolvição       | - |
|        | Fritz ter Meer (Membro do Conselho, administrador da IG Auschwitz)        | Saque e Escravidão | sete anos        | em 1955 membro do conselho da Bayer |
|        | Heinrich Oster                                                            | -                  | dois anos        | - |
|        | Hermann Schmitz (Presidente, Diretor Financeiro)                          | Saque              | quatro anos      | em 1952 membro do conselho fiscal do banco alemão de Berlim Ocidental, em 1956 Presidente Honorário da Rheinische Stahlwerke (defendido por Rudolf Dix) |
|        | Christian Schneider                                                       | -                  | Absolvição       | - |
|        | Georg von Schnitzler                                                      | -                  | cinco anos       | Presidente da Deutsch-Ibero-Amerikanische Gesellschaft                                                                                                  |
|        | Carl Wurster (Membro do Conselho)                                         | -                  | Absolvição       | em 1952 CEO da "nova" BASF e outras |